# Hohenloher Molkerei
Die Hohenloher Molkerei ist eine in Schwäbisch Hall ansässige genossenschaftliche Molkerei mit 887 Mitgliedern.
Die eigenen Milchbauern lieferten 2021 ca. 400.000 Tonnen Milch, weiter 8.000 Tonnen wurden zugekauft. Daraus werden vor allem Frisch-, H-, und ESL-Milch, Milchmischgetränke und Butter produziert. Von den 230 Mio. Euro Umsatz entfielen 165 Mio. auf Konsummilch (72 %), 43 Mio. auf Butter (19 %) und 3,3 Mio. auf Tee und Saft (1,4 %).

## Geschichte
1882 schlossen sich Milchbauern aus Schwäbisch Hall, Kupferzell und Gerabronn zu Genossenschaften zusammen, um für die Milchbauern bessere Einkommen zu erzielen.
Nach Zerstörung im Zweiten Weltkrieg wurde die Molkerei 1955/56 neu aufgebaut. Im Laufe der Jahre gab es mehrere Zusammenschlüsse mit lokalen Molkereien. 2017 wurde das 135-jährige Jubiläum gefeiert.